# Oxalis decaphylla
Oxalis decaphylla är en harsyreväxtart som beskrevs av Carl Sigismund Kunth. Oxalis decaphylla ingår i släktet oxalisar, och familjen harsyreväxter. Inga underarter finns listade i Catalogue of Life.